# Schanino (Kaliningrad)
Schanino (russisch Шанино, deutsch Schackeln, 1938 bis 1945: Mittenbach, litauisch Šakalai) ist ein verlassener Ort im Rajon Krasnosnamensk der russischen Oblast Kaliningrad.
Die Ortsstelle befindet sich an einer Nebenstraße, die vom „Ortsdreieck“ Fewralskoje (Spullen), Wesnowo (Kussen), Schelannoje (Henskischken/Hensken) im Südwesten nach Saratowskoje (Groß Schorellen/Adlerswalde) im Nordosten führt. Saratowskoje befindet sich vier Kilometer nordöstlich.

## Geschichte

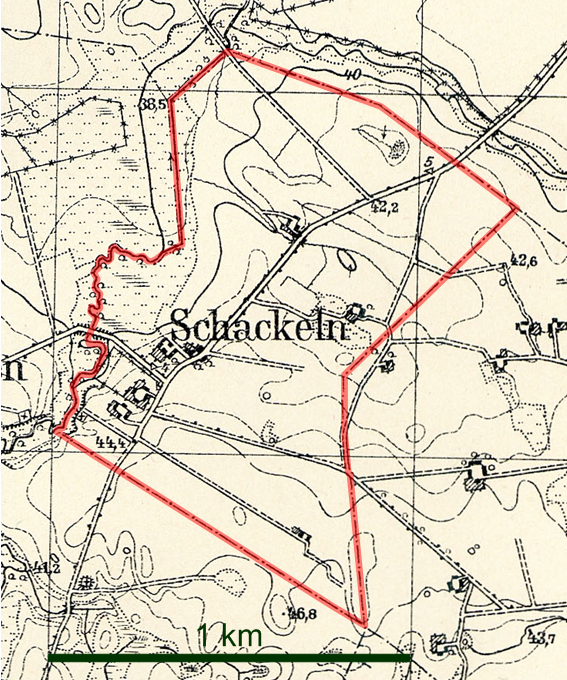
Die Gemeinde Schackeln auf einem Messtischblatt von 1937

Schackaley wurde 1664 erstmals in den Akten erwähnt. Um 1780 wurde Schackeln als königliches Bauerndorf bezeichnet. 1874 wurde die Landgemeinde Schackeln in den neu gebildeten Amtsbezirk Spullen im Kreis Pillkallen eingegliedert.
1938 wurde Schackeln in Mittenbach umbenannt. Die Umbenennung erfolgte in diesem Fall wohl nicht aus ideologischen Gründen, sondern um eine Unterscheidung zu dem im Kreis Goldap befindlichen Ort Schackeln, heute russisch Mitschurinskoje, zu bekommen. Der neue Name Mittenbach bezog sich offensichtlich auf den kleinen Fluss Buduppe, 1938 bis 1945: Bären-Fließ, russisch Moskowka, und dessen Zufluss Willkuppe, 1938 bis 1945: Dorf-Graben, russisch Wilka, welche die westliche und annähernd die nördliche Gemeindegrenze bildeten.
1945 kam der Ort in Folge des Zweiten Weltkrieges mit dem nördlichen Ostpreußen zur Sowjetunion. 1947 erhielt er den russischen Namen Schanino und wurde gleichzeitig dem Dorfsowjet Wesnowski selski Sowet im Rajon Krasnosnamensk zugeordnet. Später gelangte der Ort in den Dobrowolski selski Sowet. Schanino wurde vor 1975 aus dem Ortsregister gestrichen.

### Einwohnerentwicklung
| Jahr | Einwohner | Bemerkungen                |
| ---- | --------- | -------------------------- |
| 1867 | 63        |                            |
| 1871 | 54        |                            |
| 1885 | 53        |                            |
| 1905 | 35        | davon 4 litauischsprachige |
| 1910 | 37        |                            |
| 1933 | 32        |                            |
| 1939 | 37        |                            |

## Kirche
Schackeln/Mittenbach gehörte bis 1903 zum evangelischen Kirchspiel Pillkallen und anschließend zum neu gebildeten evangelischen Kirchspiel Groß Schorellen.